# Фантастичне мистецтво

Сад земних насолод в музеї Прадо в Мадриді, бл. 1495—1505, Ієронім Босх

Фантастичне мистецтво — широкий жанр мистецтва з широким визначенням. Він не обмежується конкретною школою художників, географічним розташуванням чи історичним періодом. Він може характеризуватися предметом, який зображує нереалістичні, містичні, міфічні чи фольклорні сюжети чи події, і стилем, який є репрезентативним і натуралістичним, а не абстрактним, або, у випадку журнальних ілюстрацій тощо, у стилі мистецтво графічного роману, наприклад манґа.
Фантазія була невід'ємною частиною мистецтва з самого початку, але була особливо важливою в маньєризмі, магічному реалістичному живописі, романтичному мистецтві, символізмі, сюрреалізмі та скромному мистецтві. Французькою цей жанр називається le fantastique, англійською його іноді називають візіонерським мистецтвом, гротескним мистецтвом або маньєрним мистецтвом. Він мав глибоку та циркулярну взаємодію з фентезійною літературою.
Предмети фантастичного мистецтва можуть нагадувати продукт галюцинацій, і художник-фантаст Річард Дедд провів більшу частину свого життя в психіатричних закладах. Сальвадор Далі сказав: «Єдина різниця між мною та божевільним полягає в тому, що я не божевільний». Деяке недавнє фантастичне мистецтво ґрунтується на досвіді художника, або нібито досвіді, галюциногенних наркотиків.
Термін «фентезійне мистецтво» тісно пов'язаний і вживається в першу чергу до недавнього мистецтва (зазвичай ХХ століття), натхненного фентезійною літературою або ілюструє її.
Фантастичне мистецтво традиційно здебільшого обмежувалося живописом та ілюстрацією, але з 1970-х років його все частіше можна знайти також у фотографії. Фантастичне мистецтво досліджує фантазію, уяву, стан сну, гротеск, видіння та жахливе а також так зване «готичне» та «темне» мистецтво.

## Споріднені жанри
Жанри, які також можна вважати фантастичним мистецтвом, включають Weltlandschaften або світові пейзажі Північного Відродження, символізм вікторіанської епохи, прерафаелітизм, ілюстрації золотої доби та сюрреалізм. Твори, засновані на класичній міфології, які були основним елементом європейського мистецтва з періоду Відродження, також, можливо, відповідають визначенню фантастичного мистецтва, оскільки більш відповідним вважається мистецтво, засноване на сучасній міфології, як-от міфи про Середзем'я Дж. Р. Р. Толкіна. Релігійне мистецтво також зображує надприродні або чудесні предмети в натуралістичний спосіб, але зазвичай не вважається фантастичним мистецтвом.

## Історичні художники та образотворчі художники
Багато художників створили твори, які відповідають визначенню фантастичного мистецтва. Деякі, як-от Микола Реріх, працювали майже виключно в цьому жанрі, інші, як-от Ієронім Босх, який був описаний як перший «фантастичний» художник у західній традиції, створював твори як із фантастичними елементами, так і без них, а для таких художників, як Франсіско де Гойя, фантастичні твори були лише невеликою частиною їх творчості. Інших, таких як Рене Магрітт, зазвичай класифікують як сюрреалістів, але вони використовують фантастичні елементи у своїх роботах.

## ХХ століття

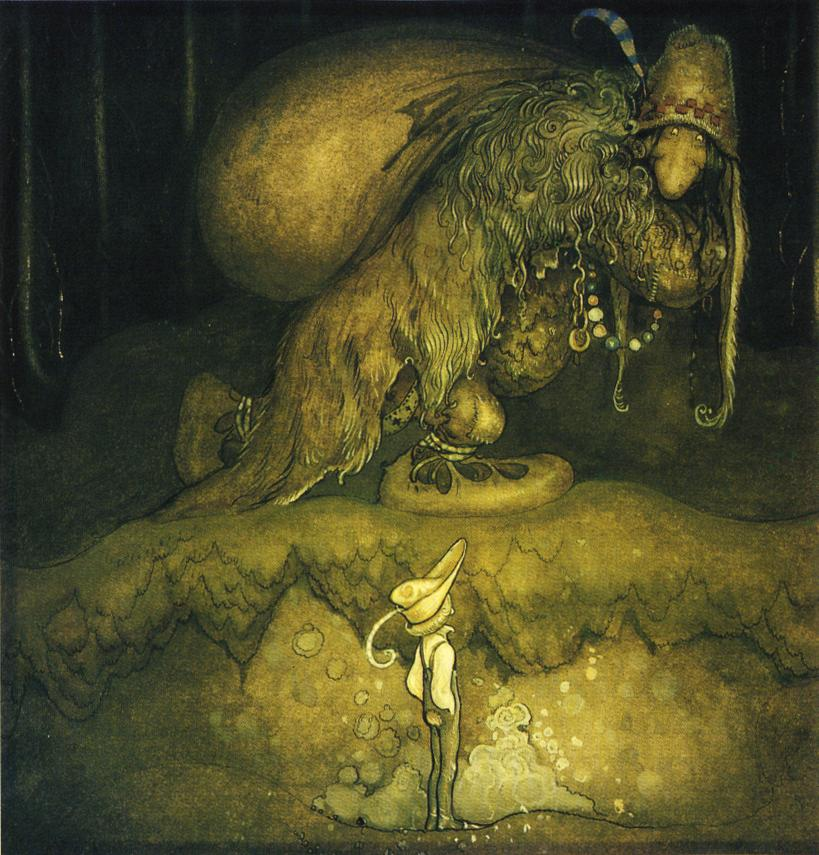
Ілюстрація до «Хлопчика і тролів» Джона Бауера, 1915 рік

Зростання фентезійних і науково-фантастичних журналів вимагало ілюстрації для ілюстрацій історій і (через обкладинки) сприяння продажам. Це призвело до руху художників наукової фантастики та фентезі до та під час Великої депресії, як антологізував Вінсент Ді Фейт, який сам був плідним художником наукової фантастики та космосу.
У Сполучених Штатах у 1930-х роках група художників з Вісконсіна, надихнувшись сюрреалістичним рухом Європи, створила власний бренд фантастичного мистецтва. Серед них були художники з Медісона, штат Вісконсін, Маршалл Глейзер, Дадлі Хапплер і Джон Вайлд; Карл Прібе з Мілуокі та Гертруда Аберкромбі з Чикаго. Їхнє мистецтво поєднувало моторошний гумор, таємницю та іронію, що було в прямій і гострій суперечності з модним тоді американським регіоналізмом.
У післявоєнному Чикаго художній рух Чиказький імажизм створив багато фантастичних і гротескних картин, які були мало помічені, оскільки вони не відповідали моді Нью-Йорка на абстрактне мистецтво того часу. Серед основних імажистів — Роджер Браун, Гледіс Нільссон, Джим Натт, Ед Пашке та Карл Вірсум.
Після 1970 року на сучасне західне фентезі вплинули ілюстрації до «Конана-варвара» та «Володаря перснів», а також популярних творів наукової фантастики та фентезі, таких як рольова гра Advanced Dungeons & Dragons або французький журнал Heavy Metal.